# Wybory parlamentarne w Islandii w 2013 roku
Wybory parlamentarne w Islandii odbyły się 27 kwietnia 2013 roku. 
Frekwencja w wyborach wyniosła 81,5%, głosowało 193 822 spośród 237 807 uprawnionych do głosowania wyborców. Czynne i bierne prawo wyborcze przysługuje obywatelom Islandii powyżej 18. roku życia.
Islandczycy wybrali 63 deputowanych do Althingu (jednoizbowy parlament Islandii) w wyborach powszechnych, równych, bezpośrednich i proporcjonalnych, w głosowaniu tajnym. Deputowani wybierani byli w sześciu okręgach wyborczych na czteroletnią kadencję. Wybory przebiegają według ordynacji proporcjonalnej (52 mandaty rozdzielane są w okręgach wyborczych, a 11 to mandaty wyrównawcze).

## Wyniki wyborów
| D                                   | Partia Niepodległości           | 50 455  | 26,70 | 19 | +3  |  |
| B                                   | Partia Postępu                  | 46 173  | 24,43 | 19 | +10 |  |
| S                                   | Sojusz                          | 24 294  | 12,85 | 9  | -11 |  |
| V                                   | Ruch Zieloni-Lewica             | 20 546  | 10,87 | 7  | -7  |  |
| A                                   | Świetlana Przyszłość            | 15 584  | 8,25  | 6  | +6  |  |
| P                                   | Partia Piratów                  | 9 648   | 5,10  | 3  | +3  |  |
| T                                   | Świt                            | 5 855   | 3,10  | 0  | 0   |  |
| I                                   | Flokkur Heimilanna              | 5 707   | 3,02  | 0  | 0   |  |
| L                                   | Partia Demokratyczna            | 4 658   | 2,46  | 0  | 0   |  |
| G                                   | Zielono-Prawicowa Partia Ludowa | 3 262   | 1,73  | 0  | 0   |  |
| J                                   | Tęcza                           | 2 021   | 1,07  | 0  | 0   |  |
| K                                   | Inni                            | 792     | 0,42  | 0  | 0   |  |
| Razem                               | Razem                           | 188 995 | 100   | 63 | –   |  |
|                                     |                                 |         |       |    |     |  |
| Głosy ważne                         | Głosy ważne                     | 188 995 | 97,51 | –  | –   |  |
| Głosy nieważne i puste              | Głosy nieważne i puste          | 4 827   | 2,49  | –  | –   |  |
| Głosy razem                         | Głosy razem                     | 193 822 | 100   | 63 | –   |  |
| Wyborcy/frekwencja                  | Wyborcy/frekwencja              | 237 807 | 81,5  | –  | –   |  |
| Źródło: Urząd Statystyczny Islandii |                                 |         |       |    |     |  |

## Przed wyborami
Sondaże przedwyborcze dawały największe szanse na zwycięstwo opozycyjnej konserwatywnej Partii Niepodległości. Tuż za nią plasuje się Partia Postępu. Jeżeli te dwie partie wygrałyby wybory to mogą utworzyć koalicję rządzącą, zastępując tym samym obecną koalicję między Socjaldemokratami a Ruchem Zieloni-Lewica.

## Po wyborach
W efekcie wyborów koalicję rządową utworzyły centroprawicowe partie: Partia Postępu i Partia Niepodległości. Nowym premierem został Sigmundur Davíð Gunnlaugsson (Partia Postępu). 14 czerwca Islandia wstrzymała rozmowy akcesyjne z Unią Europejską.